# Albin Lermusiaux
Albin Lermusiaux (Noisy-le-Sec, 9 april 1874 - 1940) was een Franse atleet, die gespecialiseerd was in de middellange afstanden.

## Loopbaan
Lermusiaux nam in 1896 op de Olympische Zomerspelen in Athene deel aan de 800 m, 1500 m, marathon en schietsport. Op de 1500 m won hij in een tijd van 4.36,0 een bronzen medaille. Direct na de start van dit nummer, waarvoor met acht inschrijvingen direct de finale werd gelopen, ging Lermusiaux er als een haas vandoor en lag nagenoeg de hele wedstrijd voorop. In de slotronde betaalde hij de tol voor zijn overmoed en werd hij, uitgeblust, door de Australiër Teddy Flack (eerste in 4.33,2) en de Amerikaan Arthur Blake (tweede in 4.34,0) ingehaald. De Amerikanen verbaasden zich over deze merkwaardige man, die de 1500 m liep met witte handschoenen aan. Toen zij hem ernaar vroegen, antwoordde hij: 'Zat is because I run for ze king.'
In vergelijking met het geldende (officieuze) wereldrecord (4.12,8) werden er in Athene matige tijden gelopen. Dit is voor een belangrijk deel toe te schrijven aan de uitermate scherpe bochten van het Atheense stadion. Die dwongen de lopers de op het rechte eind verkregen snelheid terug te nemen. Verder was de sintelbaan nog veel te 'vers'.
Lermusiaux nam ook deel aan de 800 m. Hier behaalde hij in een van de twee heats een eerste plaats, voor Dimitrios Golemis, maar koos ervoor om niet deel te nemen aan de finale. Van de drie lopers eindigde Golemis uiteindelijk op de derde plaats.
Op de marathon was Lermusiaux, zoals het een goede middenafstander betaamt, direct na de start naar de kop van het veld gesprint en ervandoor gegaan. Verrassend genoeg lag hij half koers nog steeds aan de leiding. Hierbij moet worden aangetekend dat de marathon in Athene nog niet de tegenwoordig gangbare lengte van 42,195 km had, maar waarschijnlijk 'slechts' 40 km lang was. De concurrenten van de Fransman op de 1500 m, Flack en Blake, volgden. Kort daarop eiste het moordende parcours zijn eerste tol: terwijl Lermusiaux nog steeds aan de leiding lag, gaf Blake volledig uitgeput op. Vervolgens, toen het parcours rond de drieëntwintigste kilometer bergopwaarts ging, begaven ten slotte ook de benen van de Fransman het. Het was duidelijk dat hij de tol ging betalen voor zijn snelle start. Tot overmaat van ramp werd hij door een ongelukkige manoeuvre van zijn begeleider, een landgenoot die hem op de fiets volgde, omver gereden. Hij viel terug en staakte de strijd korte tijd later.
Lermusiaux nam eveneens deel aan het schietsport evenement. Hiervan is slechts bekend, dat hij van de 42 deelnemers bij de eerste dertien eindigde.
Na zijn terugkeer in Frankrijk verbeterde Albin Lermusiaux op 28 juni 1896 in Parijs het officieuze wereldrecord op de 1500 m tot 4.10,4.
Lermusiaux was aangesloten bij Racing Club de France in Parijs.

## Persoonlijk record
- 1500 m - 4.07,0 * (1895)

* Deze tijd ligt beduidend onder het in het artikel vermelde wereldrecord uit 1896. Onduidelijk is, waarom deze tijd van Lermusiaux niet voor erkenning als wereldrecord in aanmerking is gekomen.

## Palmares

### 800 m
- 1896: voorronde OS - 2.16,6

### 1500 m
- 1896:  OS - 4.36,0

### marathon
- 1896: DNF OS

### schietsport
- 1896: ? OS - ?